# شعار مالي

شعار مالي

شعار مالي بشكل دائري وعلى خلفيته الزرقاء يمكن مشاهدة :
- في الوسط: مسجد جيني.[1]
- أعلى المسجد: نسر ذهبي يطير
- في الأسفل: شمس مشرقة
- أعلى الشمس: قوسين متعاكسين بسهمين
- وعلى محيط الدائرة نقرأ في الأعلى عبارة “République du Mali” (جمهورية مالي)، وفي الأسفل الجملة ”Un Peuple, Un But, Une Foi” (شعب، هدف، عقيدة).